# Floarea și glonțul
Floarea și glonțul este un film românesc din 1992 regizat de Ion Truică.